# C. Wright Mills
Charles Wright Mills, född 27 augusti 1916 i Waco, Texas, död 20 mars 1962 i Nyack, New York, var en amerikansk sociolog.
Mills var en av 1900-talets mest betydelsefulla sociologer och en av de mest lästa även utanför akademiska kretsar. Han är känd inte minst för sina studier av maktförhållanden i det amerikanska samhället. Från 1946 fram till sin död var Mills professor vid Columbia University i New York.

## Verk
C. Wright Mills verk om social stratifiering i USA hör till de mer betydelsefulla. Mest känd är kanske studien The Power Elite (1956; på svenska Makteliten, 1971) där han skildrar hur en tredelad elit bortom demokratisk kontroll, bestående av militär, regering och näringsliv, är de som i praktiken styr landet. Förklaringen till detta är enligt Mills att den moderna demokratin, på grund av enkelriktad masskommunikation, förvandlat medborgarna till en oupplyst "massa" snarare än en upplyst "allmänhet", vilket är en förutsättning för en demokrati enligt den klassiska definitionen som växte fram med den politiska liberalismen. USA:s framväxt som ekonomisk och militär stormakt gör att de styrande hämtas från de militära och ekonomiska institutionerna för att deras exekutiva förmåga inom dessa områden gör dem lämpade att styra. Mills menar att den position som de innehar, snarare än den personliga kompetensen, främst är avgörande vid tillsättning av maktpositioner.

### Inflytande
År 1997 gjordes en undersökning bland medlemmar av International Sociological Association angående vilka tio böcker de ansåg vara mest inflytelserika inom ämnet sociologi under 1900-talet. Mills verk The Sociological Imagination (1959; på svenska Den sociologiska visionen, 1971) rankades som nummer två; endast Max Webers Wirtschaft und Gesellschaft (1921) hamnade före.
Mills var produktiv och gjorde betydande insatser inom flera sociologiska fält. Han engagerade sig i socialpsykologiska studier, filosofiska verk och praktiskt politiskt engagemang utifrån ett frihetligt socialistiskt perspektiv. Till hans socialpsykologiska studier hör White Collar (1951) om den framväxande tjänstemannaklassen, som förutom sin arbetstid även säljer sin personlighet, en teori som senare utvecklades av Arlie Hochschild genom teorin om emotionellt arbete. Mills filosofiska arbeten berör bland annat den amerikanska så kallade pragmatismen, Karl Marx, Max Weber, Thorstein Veblen, samt alienation och kunskapsteori. 
Mills bredd och hans frihetliga socialism gjorde honom till en särling i det intellektuella livet i USA. Han anses ha utövat ett stort inflytande inom 1960-talets nya vänster; namnet brukar härledas till ett öppet brev, Letter to the New Left, som Mills publicerade 1960.

### The Sociological Imagination (1959)
I sin bok The Sociological Imagination från 1959 betonar Mills den enskilde forskarens moraliska ansvar att varken underordna sig privata företag eller statliga byråkratier, utan istället tjäna folket, genom att förklara hur privata "bekymmer" ofta har sitt ursprung i allmänna "problem", exempelvis arbetslöshet. Något annat existensberättigande hade inte samhällsvetenskapen, menade Mills. Att skriva så begripligt som möjligt var varje vetenskapsmans plikt. Med sitt ursprung från enkla förhållanden avskydde Mills vad han uppfattade som akademiskt snobberi. Han var själv en stilist med stor portion humor, vilket inte förtog allvaret eller djupet i hans verk.